# Foissy-sur-Vanne
Foissy-sur-Vanne est une commune française située dans le département de l'Yonne en région Bourgogne-Franche-Comté.

## Géographie

### Climat
Pour des articles plus généraux, voir Climat de la Bourgogne-Franche-Comté et Climat de l'Yonne.
En 2010, le climat de la commune est de type climat océanique dégradé des plaines du Centre et du Nord, selon une étude du Centre national de la recherche scientifique s'appuyant sur une série de données couvrant la période 1971-2000. En 2020, Météo-France publie une typologie des climats de la France métropolitaine dans laquelle la commune est exposée à un climat océanique altéré et est dans la région climatique  Nord-est du bassin Parisien, caractérisée par un ensoleillement médiocre, une pluviométrie moyenne régulièrement répartie au cours de l’année et un hiver froid (3 °C). 
Pour la période 1971-2000, la température annuelle moyenne est de 10,9 °C, avec une amplitude thermique annuelle de 15,7 °C. Le cumul annuel moyen de précipitations est de 692 mm, avec 11,4 jours de précipitations en janvier et 7,6 jours en juillet. Pour la période 1991-2020, la température moyenne annuelle observée sur la station météorologique de Météo-France la plus proche, « Flacy », sur la commune de Flacy à 7 km à vol d'oiseau, est de 11,2 °C et le cumul annuel moyen de précipitations est de 740,8 mm. 
La température maximale relevée sur cette station est de 41,9 °C, atteinte le 25 juillet 2019 ; la température minimale est de −25 °C, atteinte le 9 janvier 1985,,. 
Les paramètres climatiques de la commune ont été estimés pour le milieu du siècle (2041-2070) selon différents scénarios d'émission de gaz à effet de serre à partir des nouvelles projections climatiques de référence DRIAS-2020. Ils sont consultables sur un site dédié publié par Météo-France en novembre 2022.

## Urbanisme

### Typologie
Au 1er janvier 2024, Foissy-sur-Vanne est catégorisée commune rurale à habitat dispersé, selon la nouvelle grille communale de densité à sept niveaux définie par l'Insee en 2022.
Elle est située hors unité urbaine. Par ailleurs la commune fait partie de l'aire d'attraction de Sens, dont elle est une commune de la couronne,. Cette aire, qui regroupe 65 communes, est catégorisée dans les aires de 50 000 à moins de 200 000 habitants,.

### Occupation des sols
L'occupation des sols de la commune, telle qu'elle ressort de la base de données européenne d’occupation biophysique des sols Corine Land Cover (CLC), est marquée par l'importance des territoires agricoles (86,7 % en 2018), une proportion sensiblement équivalente à celle de 1990 (87 %). La répartition détaillée en 2018 est la suivante : 
terres arables (84 %), forêts (10,2 %), zones agricoles hétérogènes (2,6 %), zones urbanisées (1,9 %), zones industrielles ou commerciales et réseaux de communication (1,2 %). L'évolution de l’occupation des sols de la commune et de ses infrastructures peut être observée sur les différentes représentations cartographiques du territoire : la carte de Cassini (XVIIIe siècle), la carte d'état-major (1820-1866) et les cartes ou photos aériennes de l'IGN pour la période actuelle (1950 à aujourd'hui).

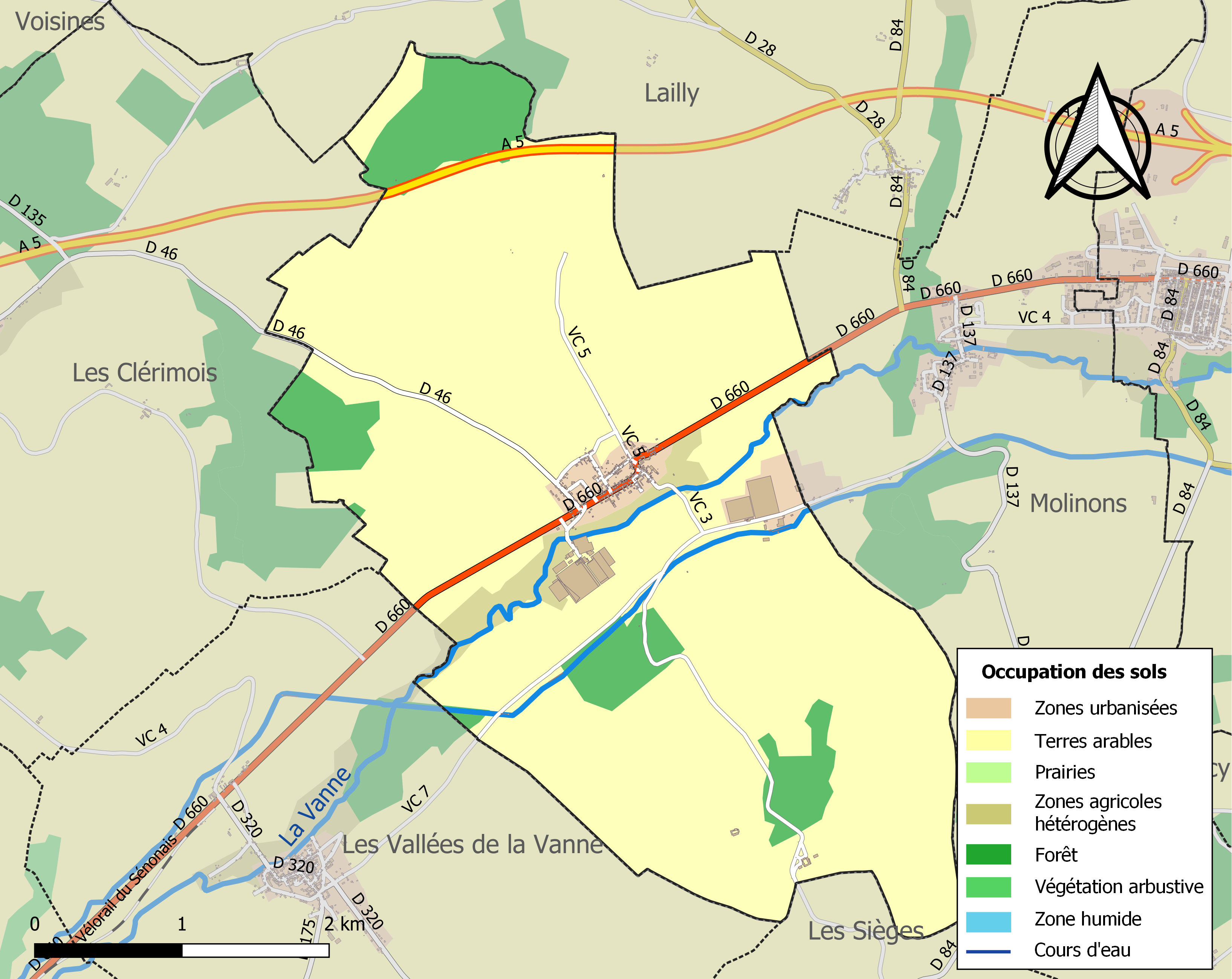
Carte des infrastructures et de l'occupation des sols de la commune en 2018 (CLC).

## Toponymie
Vanne est un toponyme désignant un  « retranchement construit dans une rivière pour fermer le passage aux poissons ».
Foissy-sur-Vanne, dont le nom pourrait provenir du patronyme Fiscius ou du latin « fascia », présente des indices de peuplement ancien. Situé à environ 4 km de Villeneuve-l’Archevêque, le village s’étend sur un sol tourbeux entre la rive droite de la Vanne et une voie romaine. À 98 m d’altitude dans la vallée, il culmine à 209 m sur le plateau du Pays d’Othe. Des découvertes archéologiques, signalées par Delor, incluent un habitat antique et des sépultures mérovingiennes.
Selon l'archéologue Nazaire Lajon, le village aurait été déplacé au XIIe   ou   XIIIe siècle de la rive gauche vers sa position actuelle. Il relève également les collections Diot, Pinette et Marnot, qui contiennent des pierres de différentes époques. Les formes anciennes du toponyme incluent Fusciacus in pago Senonico (vers 519), Fosseium (avant 1150), et d’autres variations jusqu’à Foissy en 1299. Ces mentions soulignent l’appartenance de la localité au pays sénonais. D’après Nègre et Dauzat, le nom Foissy pourrait dériver du patronyme Fuscius, tandis que Taverdet le relie au latin « fascia », signifiant un terrain étroit, s’appliquant à la partie du village entre la Vanne et l’actuelle D 660.

## Histoire
Des vestiges préhistoriques ont été retrouvés sur le ban communal de Foissy, surtout sur la rive gauche (sud) de la Vanne : cf. Les Amis du Patrimoine de la vallée de la Vanne : Préhistoire, par Nazaire Lajon.
Au Moyen Âge, le finage appartient avant 1150 à la fraction méridionale de la vaste seigneurie de Traînel qui s'étend de la Seine à la Vanne. Des branches cadettes de ces puissants féodaux s'y installent à plusieurs reprises de 1232 à 1372. Cette branche rayonne jusqu'à Villeneuve-l'Archevêque, Pouy, Mauny (Bagneaux). Pour autant, un lignage plus modeste, portant le nom du village, et dans la dépendance des Traînel, vit sur place et tient un rang chevaleresque. Ces chevaliers de Foissy n'ont pas de liens connus avec la famille de serviteurs du duc de Bourgogne connue depuis le XIVe siècle.
Les Traînel voient leur puissance s'effondrer progressivement de 1290 à 1360. Ce recul d'influence se mesure avec la perte de leur château de Villeneuve-l'Archevêque. La famille des chevaliers de Courmononcle détient la seigneurie au XIVe siècle.
À la fin de la guerre de Cent Ans, la seigneurie de Foissy est fractionnée en trois seigneuries. 
- Une part de celle de Foissy est détenue par des bourgeois de Sens : les Hodoart et leurs descendants de 1528 à 1655, dont Savinien Hodoart (1re moitié du XVIe siècle), maire de Sens en 1525-1526, procureur du roi au bailliage de Sens en 1516-1555, bailli de Vauluisant (Courgenay) en 1534 et 1537[15].
- Deux petites seigneuries, sont situées : sur la rive gauche (sud) de la Vanne, celle de Milly est connue de 1526 à 1713 ; et sur la rive droite, celle de Monthodoart de 1620 à 1713 (alias Montaudoire ; ce nom vient de Savinien Hodoart : cf. L'Yonne républicaine, 4 avril 2022).
- Une autre part de la seigneurie de Foissy, à laquelle est jointe la terre des Clérimois, passe des Piédefer (Parisiens[16]) aux Briscadiou (Provençaux) et du Choquet de 1493 à 1588.

Le village de Foissy est fortifié dès 1563 comme de nombreux autres de la région, en raison des désastres de la politique de François Ier. Pour autant, l'aspect urbain restera très modeste. La situation sur le grand chemin de Troyes à Sens vaut la visite dévastatrice de toutes les armées en mouvement, en particulier durant les guerres civiles, dites de religion.
Bénéficiant de très hautes charges au sein de l'État (intendances, premier président du parlement de Grenoble, cardinalat), la famille de Bérulle, originaire de Rigny-le-Ferron, acquiert la seigneurie de Foissy et la conserve de Louis XIV à Louis XVIII.
Sous l'Ancien Régime, le village ne porte que le nom de Foissy, sans mention de la rivière qui coupe le finage en deux.
En 1888, la commune des Clérimois est créée par démembrement de Chigy et de Foissy-sur-Vanne.

## Politique et administration
| Période    | Période  | Identité       | Étiquette | Qualité |
| ---------- | -------- | -------------- | --------- | ------- |
| avant 1981 | ?        | Pierre Vaunois |           |         |
|            | En cours | Bernard Thomas |           |         |

## Démographie
L'évolution du nombre d'habitants est connue à travers les recensements de la population effectués dans la commune depuis 1793. Pour les communes de moins de 10 000 habitants, une enquête de recensement portant sur toute la population est réalisée tous les cinq ans, les populations de référence des années intermédiaires étant quant à elles estimées par interpolation ou extrapolation. Pour la commune, le premier recensement exhaustif entrant dans le cadre du nouveau dispositif a été réalisé en 2004.

En 2022, la commune comptait 286 habitants, en évolution de −15,63 % par rapport à 2016 (Yonne : −1,95 %, France hors Mayotte : +2,11 %).
| 1793 | 1800 | 1806 | 1821 | 1831 | 1836 | 1841 | 1846 | 1851 |
| ---- | ---- | ---- | ---- | ---- | ---- | ---- | ---- | ---- |
| 719  | 598  | 605  | 628  | 658  | 700  | 736  | 718  | 753  |

| 1856 | 1861 | 1866 | 1872 | 1876 | 1881 | 1886 | 1891 | 1896 |
| ---- | ---- | ---- | ---- | ---- | ---- | ---- | ---- | ---- |
| 750  | 712  | 717  | 676  | 655  | 645  | 624  | 388  | 362  |

| 1901 | 1906 | 1911 | 1921 | 1926 | 1931 | 1936 | 1946 | 1954 |
| ---- | ---- | ---- | ---- | ---- | ---- | ---- | ---- | ---- |
| 368  | 339  | 315  | 279  | 321  | 284  | 297  | 296  | 270  |

| 1962 | 1968 | 1975 | 1982 | 1990 | 1999 | 2004 | 2006 | 2009 |
| ---- | ---- | ---- | ---- | ---- | ---- | ---- | ---- | ---- |
| 297  | 351  | 346  | 305  | 248  | 249  | 280  | 281  | 290  |

| 2014 | 2019 | 2022 | - | - | - | - | - | - |
| ---- | ---- | ---- | - | - | - | - | - | - |
| 327  | 297  | 286  | - | - | - | - | - | - |

## Culture locale et patrimoine

### Lieux et monuments
- Église de la Conversion de saint Paul.

### Personnalités liées à la commune
- Jean-Thomas de Bérulle. Seigneur de Foissy, lieutenant-général des armées du Roi. Il meurt le 28 mai 1715 âgé de 65 ans.
- Pierre de Bérulle. Frère du précédent. Seigneur de Foissy. Intendant, premier président du parlement de Grenoble.
- Amable-Pierre-Thomas de Bérulle. Petit-fils du précédent. Maître des requêtes de l'Hôtel du Roi.
- Amable-Pierre-Albert de Bérulle, Seigneur de Foissy, Premier président au parlement de Grenoble (le 4ème de sa famille). Avec inconséquence, il se prête aux troubles qui agitent le Dauphiné en 1788 (journée des Tuiles). Il s'oppose au gouverneur de la province et devient l'idole de la foule grenobloise. Mais dès 1789, il se tient à l'écart des troubles. En 1792, il tente de rejoindre les défenseurs des Tuileries contre les émeutiers sanguinaires des sections parisiennes. Malgré un laissez-passer délivré par un ancien protégé, il est arrêté et exécuté à l'âge de 39 ans, le 24 juillet 1794 dans une des nombreuses fournées parisiennes, trois jours avant la chute de Robespierre. Époux de Marie-Blanche-Rosalie Hue de Miromesnil puis de Blanche-Françoise-Rosalie Bignon.
- André Jean Antoine Despois, peintre d'histoire formé à l'école de David et de Gros, originaire de Foissy-sur-Vanne.
- Gérard Kohler. Propriétaire du moulin à eau de Foissy en 1960, il s'investit dans la défense du petit patrimoine rural, restaure la piéta de l'église de Foissy (1996) et la rare monstrance de la chapelle de La Charmée (à Lailly) (2002). Faute de pouvoir créer un musée à Villeneuve-l'Archevêque dans l'ancien hôtel des moines de Vauluisant (ancienne poste), il fonde en 1996 l'APVV (Association pour le Patrimoine de la Vallée de la Vanne). Cette association loi de 1901 serait une des seules de France à statutairement prévoir une égale représentation entre des membres du CA aubois et icaunais, faisant fi de la limite administrative départementale qui coupe la vallée de la Vanne entre deux régions. Il meurt à Saintes en janvier 2013.

## Pour approfondir